# Siergiej Bernstein

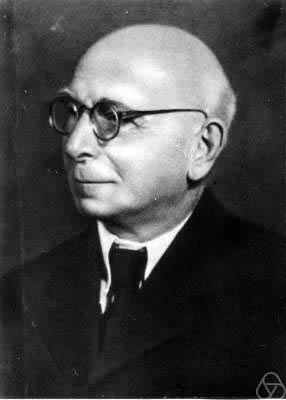
Siergiej Bernstein

Siergiej Natanowicz Bernstein (ros. Сергей Натанович Бернштейн) (ur. 22 lutego?/5 marca 1880 w Odessie, zm. 26 października 1968 w Moskwie) – radziecki matematyk pochodzenia żydowskiego, jeden z najwybitniejszych w swoim kraju.
Członek Akademii Nauk ZSRR od 1929. Laureat Nagrody Stalinowskiej z 1942.
W dysertacji doktorskiej przedłożonej na Sorbonie w 1903 rozwiązał dziewiętnasty problem Hilberta.
Później publikował prace poświęcone zagadnieniom rachunkowi prawdopodobieństwa i matematycznym podstawom genetyki.
Został odznaczony m.in. dwukrotnie Orderem Lenina oraz Orderem Czerwonego Sztandaru Pracy.